# Conciles de Clofesho
Plusieurs conciles ou synodes se sont tenus à Clofesho ou Clovesho, une localité non identifiée d'Angleterre, aux VIIIe et IXe siècles.

## Origines
En 672 ou 673, l'archevêque Théodore de Cantorbéry préside le concile de Hertford. L'une des décisions prises par ce concile est la suivante :

« Chapitre VII : "Que l'on réunisse un synode deux fois par an" ; mais, du fait de diverses difficultés, il a paru bon de nous réunir tous dans l'année, le premier jour du mois d'août, dans un endroit appelé Clofeshoch. »

Le nom Clofesho signifie « éperon traversé d'une crevasse » en vieil anglais. La localisation exacte de cet endroit reste inconnue, mais la présence de rois merciens à plusieurs des conciles suggère qu'ils avaient lieu dans une région soumise à leur influence. L'historien Simon Keynes propose de situer Clofesho dans le diocèse de Leicester.

## Les conciles connus
Le premier concile de Clofesho attesté de manière certaine est celui de septembre 747. Il est présidé par l'archevêque Cuthbert, et le roi Æthelbald de Mercie y assiste. Il donne lieu à d'importantes réformes ecclésiastiques, semble-t-il en réaction à une lettre critique adressée à l'archevêque et au roi par Boniface de Mayence.
Quatre conciles sont attestés dans les années 790 et deux dans les années 800. Parmi eux, le plus important est celui de 803, présidé par l'archevêque Æthelhard, qui annule la création d'un troisième archevêché à Lichfield à la demande du roi Cenwulf.
Les derniers conciles attestés ont lieu en 824 et 825, sous l'égide de l'archevêque Wulfred et du roi Beornwulf.